# 字幕

字幕の例（英語によるクローズド・キャプション）

字幕（じまく）は、映像（動画）上に表示される文字情報および、その技術のことである。一般的な情報の提示のほか、映像本来の音声を何らかの理由で利用できない利用者のために表示される。
日本語による字幕表示の実例は日本語字幕を参照。

## 概要
字幕は、映像に含まれる動画と音声に、文字による情報を補足することで、映像コンテンツ視聴者に対して、情報伝達を助ける。
字幕の内容はもっぱら、再生中の映像コンテンツの付加情報（コンテンツに応じた内容）である。映画の場合、題名・配役・会話など、テレビのニュース番組ではヘッドラインなどがその例である。
字幕は、映画で最初に用いられた。その後、テレビ放送、ビデオグラム、インターネットにおけるストリーミング映像と、利用できる媒体および再生機器の進歩と拡大にともなって、使われる範囲も広がった。媒体の基盤技術の幅に応じ、媒体によって字幕表示のための技術は異なる。

### 字幕の用途
- クレジットタイトル (credit titles)、クレジット (credit)[1]
  - 各種権利者・関係者の表示。スタッフ、出演者、著作権者などを表示する。
  - コンテンツの最初に表示されるものをオープニングクレジット (opening credit)、最後のものをエンディングクレジット (ending credit, closing credit)と呼ぶ。
  - 映画では、オープニングで主要なクレジットが、エンディングで全てのクレジットが表示されることが多い。
- ストーリーの説明 サイレント映画で多用されるが、トーキー映画でも使われる場合（スター・ウォーズシリーズの冒頭など）がある。
- 場面の転換時に、次のシーンの時間、場所などを説明する。
- 外国語対応（翻訳）[1]
  - 他言語の話者のために、翻訳した字幕を表示するもの。
  - 外国語学習者のために、発声した言葉をそのまま表示するもの。
  - サイレント映画の時代には、演技の場面と字幕の場面ははっきり分かれていたため、外国語対応のためには差し替え編集や活動弁士による対応で済んだが、トーキーにおいては同時翻訳の必要が生じるため、字幕表示によって鑑賞の助けとした。
  - 翻訳字幕を付ける場合は、セリフの内容以外に、ストーリーを理解するために必要ならば、被写体に書かれた文字なども、翻訳して表示される。
  - 語学学習番組は、その目的上字幕が必須である。
  - 字幕によらない言語翻訳の方法に吹き替え（アテレコ）がある。
- 聴覚障害者などへの対応（「字幕ガイド」「バリアフリー字幕」ともいわれることがあるが、盲ろう者向けに点字で表示させる点字ディスプレイのようなものにも対応したという意味ではない）
  - 聴覚障害者や聴覚の衰えた高齢者が映像から情報を得るとき、音声情報のみであると聞き取れない場合があるため、伝わる可能性が高くなることを図り、画面で活字情報を提供（字幕放送）する場合がある。聴者（健常者）のための字幕と異なり、必要があれば物音なども字幕として表示される。
  - テレビ放送では、聴覚障碍者向け字幕は聴者（健常者）にとって、かえって視聴の妨げとなることがあるため、あらかじめ放送電波に字幕データが重畳して送信され、利用者は機能切り替えによって字幕表示を選択する[注釈 1]。この場合、対応していない受像機では字幕は表示されない。
  - 聴覚障害者を視聴者に想定した番組（手話放送など）では、通常の（隠れていない）字幕を表示することもある。
  - 総務省において「デジタル放送時代の視聴覚障害者向け放送の充実に関する研究会」[2]が2006年（平成18年）10月から実施されている。2009年（平成21年）10月、平成20年〜平成29年までの字幕放送・解説放送の普及目標を定めた「視聴覚障害者向け放送普及行政の指針」を策定、各放送局がスポンサーと共に推進中である[3]。
- その他の情報の表示
  - 音楽番組（おもに地上波テレビ）やカラオケでは、歌詞が字幕で表示される。

### 字幕の受容
字幕は映像の画面展開と合わせて、すばやく読めるようになっている必要があるため、一度に表示できる量が限られる。その量の一定の目安は、英語の場合、2行と35文字である。日本語の場合、1行13文字で2行までとされる。
再生メディアにおける用語で、文字表示が常に有効かどうかを示すオープンキャプション、クローズドキャプションという概念がある。クローズドキャプションは特定の機器や視聴地域でのみ有効となるもの、オープンキャプションは常に表示されるものである。かつては言語間字幕（翻訳された字幕）の提供方式がクローズドキャプション、言語内字幕の提供方式がオープンキャプションという区分が成立していたが、聴覚障害者のための言語内字幕がクローズドキャプションとなる例が広がっている。

## 字幕の呼称
※ 「字幕」自体を意味する用語は、時代、業界、媒体、表示箇所によって大きく異なる。
タイトル (title)
一般の字幕を意味する語。上記「クレジットタイトル」など。ただし、字幕以外にも意味が多いため、単なる「タイトル」という語はあまり使われない。
サブタイトル (subtitles)
翻訳や、聴覚障害者対応のため、通常は字幕表示されないコンテンツに付加するものをこう呼ぶ場合がある。サブ (sub) と略す。
サイレント映画の中間字幕（後述）が画面の中央に表示されるのに対し、画面の下辺部 (sub) に表示される字幕をこう呼んだ。場合によっては（縦書き言語など）、左右辺部や、上辺部に表示されることもある。
キャプション (caption)
原義は題名や説明等で用いる文章。字幕一般の意味で使われる。

## 字幕の技術・技法
字幕の表示に使われる技術は、媒体によって異なる。

### 媒体固有の技術
スーパーインポーズ (super-impose, super-imposing method)
もとは映画の編集技術用語の一つ。複数のものを重ね合わせるという意味で、フィルム上に字幕を書き込んだ別のフィルムを重ねて焼き付けたことからついた呼称。転じて、映像全般に用いられる語となった。図や文字や他の映像を重ねること、または重ねたもの。
スーパーインポーズでつけられた字幕を「字幕スーパー」と呼ぶ。現在では、デジタルな映像編集技術で映像信号を加工することによって編集される。
テロップ (telop, television opaque projector)
元はテレビ放送用の静止画投影機の商標で、機器自体は静止画のカードを全画面表示するためのものだった。映像の階調加工・透過化（キーイング）技術と組み合わせ、上記「字幕スーパー」合成のために用いられるようになり、「テロップ」は画面に文字や図を重ね書きする技術および、重ね書きした文字や図を指す一般名詞化した。
字幕放送 (teletext)
テレビ・ラジオ放送の空き帯域を使って、受信機の利用者によって切り替え可能の文字情報（クローズドキャプション）を放送する技術。おもに字幕で使われるが、他の用途もある。日本のテレビ放送における技術的説明については文字多重放送参照（そう呼ばれるのはアナログテレビ放送(NTSC-J)のみで、デジタルテレビ放送の規格上ではそうは呼ばれない）。
生放送番組などに、リアルタイムで字幕をつけることをリアルタイム字幕放送（リアルタイムキャプション）と呼ぶ。
腹帯（はらおび）
ニュース製作者用語。
ビデオグラムにおける字幕信号
DVD以後の映像ディスクは、字幕専用の字幕トラックを使う。必要がなければ消したり、（用意されていれば）複数言語を切り替えたりできる。
デジタル動画では、OggやMatroskaなどのファイルフォーマットではストリームを格納できる。AVIのように、広く使われていながら字幕ストリームをサポートしていないファイルフォーマットもある。

### 表示タイミングによる呼称
中間字幕 (insert title)
内容を示す文字をカットインする、つまり、映像を中断して暗転した画面に表示する。サイレント映画でストーリーの説明やセリフに使われ、トーキーの出現以降は、まれに演出法として用いられる。
ロール (roll)
画面内を縦（下から上）、または横（右から左）に直線状に流れる字幕。ロールと呼ばれる紙などでできた巻物状の被写体を撮影したことに由来する。
スタッフ、あるいはクレジット全般を表示するロールをスタッフロール (staff roll)、エンドクレジットのロールをエンドロールと呼ぶ。
ティッカー
画面の端などに、常時スクロール字幕を表示する。

### ファイルフォーマット
字幕ファイルのファイルフォーマットとして以下のものなどがある。
- SubRipファイルフォーマット
- WebVTT
- LRC (ファイルフォーマット)
- Timed Text Markup Language（英語版）

## 映像分野以外での字幕の利用
劇場において、俳優のセリフと同期して外国語や古語を表示する「字幕表示装置」を設置する例がある。舞台側面に装置を置く例や、観客席のシートの後ろに個別に装置を設置する例がある。

## その他
- 2000年（平成12年）ころから、NHKのニュース（「NHKニュースおはよう日本」など）で、放送中の事前取材したニュース映像に映っている人の日本語による発言内容が、ほぼそのまま（省略部分を補い、方言や訛りなどを修正しながら）字幕表示される場合が多くなった。
- 日本では、放送番組本編のほか、テレビコマーシャルに字幕を付ける試みが行われている[注釈 2]。
- 中国語は、地域によって発音の差が激しく、標準語（普通話）をリスニングできない者も多い。一方、書き言葉の差異は少なく、広い地域で標準語が理解される。このため、中国語圏の映像作品には、中国語の音声に対し中国語字幕が付いていることが多い[8]。
- YouTubeでの動画内容を紹介する字幕が、ブログサイトに勝手に掲載されたことが、著作権侵害に当たると、2021年9月6日付で大阪地方裁判所が判断した[9]。